# Campeonato Europeo de Patinaje Artístico sobre Hielo de 1924
El XXII Campeonato Europeo de Patinaje Artístico sobre Hielo se realizó en Davos (Suiza) en enero de 1924. Fue organizado por la Unión Internacional de Patinaje sobre Hielo (ISU) y la Federación Suiza de Patinaje sobre Hielo.

## Resultados
| Puesto | Nombre            | País     | Puntos |
| ------ | ----------------- | -------- | ------ |
| Oro    | Fritz Kachler     | Austria  |        |
| Plata  | Ludwig Wrede      | Austria  |        |
| Bronce | Werner Rittberger | Alemania |        |

## Medallero
| Núm. | País     | Oro | Plata | Bronce | Total |
| ---- | -------- | --- | ----- | ------ | ----- |
| 1    | Austria  | 1   | 1     | 0      | 2     |
| 2    | Alemania | 0   | 0     | 1      | 1     |
|      | TOTAL    | 1   | 1     | 1      | 3     |